# 5295 Masayo
5295 Masayo eller 1991 CE är en asteroid i huvudbältet som upptäcktes den 5 februari 1991 av de båda japanska astronomerna Toshimasa Furuta och Yoshikane Mizuno vid Kani-observatoriet. Den är uppkallad efter Masayo Mizuno, fru till en av upptäckarna.
Asteroiden har en diameter på ungefär 21 kilometer och den tillhör asteroidgruppen Hygiea.